# بخش برایتون (شهرستان لوراین، اوهایو)
بخش برایتون (به انگلیسی: Brighton Township) یک منطقهٔ مسکونی در ایالات متحده آمریکا است که در شهرستان لورین، اوهایو واقع شده‌است.
 بخش برایتون ۴۲٫۷۷ کیلومتر مربع مساحت و ۹۱۵ نفر جمعیت دارد و ۲۷۲ متر بالاتر از سطح دریا واقع شده‌است.